# 光復南路
光復南路，為臺北市的重要幹道之一，為南北向道路，不分段，起點為八德路，終點為基隆路。是台北東區重要的南北向道路。

## 行經行政區域
（由北至南）
- 松山區
- 大安區
- 信義區

## 沿線設施（由北至南）
- 佳華建設合麗大樓（63至71號）
  - 新黨全國委員會（65號4樓）
- 華視媒體園區（100號、102號、116巷7號）
- 台北秀傳醫院(116巷1號)
- 財政部國有財產署第一辦公室(116巷18號)
- 松山文創園區（133號）
- 台北大巨蛋
- 財政部國有財產署第二辦公室（148號）
- 臺北市信義區光復國民小學（271號）
- 國父紀念館（正門位於仁愛路四段505號）
- 捷運國父紀念館站（門牌為忠孝東路四段400號）
- 台北市公共自行車租賃系統捷運國父紀念館站
- 忠駝國宅（原四四西村，455~459號）
- 太平洋商務中心（495號）
- 福景宮（698號）
- 臨江街觀光夜市（臨江街和基隆路口）
- 臺北市信義區三興國民小學（門牌為基隆路二段99號）

## 道路設計

### 車道數
- 八德路-信義路：雙向各三車道，寬度為30米。
- 信義路-基隆路：雙向各二車道，寬度為30米。

### 號碼
單號1~567，雙號2~704。